# Bundesautobahn 252
Die Bundesautobahn 252 (Abkürzung: BAB 252) – Kurzform: Autobahn 252 (Abkürzung: A 252) – war ein kurzes Stück Autobahn in Hamburg. Bei einer Streckenlänge von 1,5 km war sie die kürzeste Autobahn Deutschlands. Mit der Eröffnung der neuen Wilhelmsburger Reichsstraße östlich der alten Trasse am 6. Oktober 2019 wurde die Autobahn zur B 75 herabgestuft.

## Verlauf
Die A 252 zweigte von der A 255 in Richtung Westen ab. Von dort aus ging sie direkt über in die Wilhelmsburger Reichsstraße (B 4, B 75), die zwar ebenfalls vierspurig, aber nicht im üblichen Autobahnstandard ausgebaut war.

## Besonderheiten
Die Ausschilderung auf der Autobahn war zwar wie auf Bundesautobahnen üblich, jedoch wurde die A 252 nie genannt; in Richtung Süden war sie als B 75, in Richtung Norden als B 4 und B 75 ausgeschildert.

## Ausbauplanungen

### Pläne zum Ausbau zur Hafenquerspange (bis 2008)
Bis zur Bildung des Senats von CDU und GAL nach den Hamburger Bürgerschaftswahlen 2008 war vorgesehen, die A 252 als so genannte Hafenquerspange durch die Elbinsel Wilhelmsburg/Kleiner Grasbrook und das Hafengebiet zu verlängern und im Westen an die A 7 anzuschließen. Im Auftrag des Hamburger Senats erarbeitete die stadteigene Realisierungsgesellschaft (ReGe) Planungen entlang der vom Bund vorgegebenen Linienbestimmung. Dabei sollten auch eine Untertunnelung des Köhlbrands sowie eine Untertunnelung des Spreehafens geprüft werden.
Gegen die Planung einer Stadtautobahn durch den Hafen und über die Elbinsel gab es erhebliche Kritik, weil sie die Entwicklung der Elbinsel, die auch nach dem Willen der Stadt aufgewertet werden sollte (Internationale Bauausstellung 2013, „Sprung über die Elbe“), gefährdete. Zudem wurde ihre Notwendigkeit bezweifelt, weil die Engpässe der Verbindungen wesentlich durch die Freihafen-Zollstationen und nicht durch fehlende Fahrspuren verursacht waren.
Die Baukosten für diesen ca. 8 km langen Lückenschluss sollten nach den Planungen circa 500 Mio. Euro betragen. Anfang 2008 wurden die Kosten seitens der zuständigen Behörde für Stadtentwicklung und Umwelt auf circa 1 Mrd. Euro veranschlagt. Laut Bundesverkehrsministerium befand sich Anfang 2009 eine Machbarkeitsstudie im Auftrag des Bundesverkehrsministerium in der Endredaktion. In ihr sollte u. a. geprüft werden, ob eine Mitfinanzierung durch einen privaten Betreiber nach dem Fernstraßenbauprivatfinanzierungsgesetz möglich wäre. Dann würde nicht nur auf der Hafenquerspange, sondern auch der parallel verlaufenden Köhlbrandbrücke und möglicherweise erheblich mehr Straßen, die durch die Elbinsel führen, eine Maut nicht nur für LKW, sondern auch für PKW erhoben werden. Der damalige Staatsrat der Behörde für Stadtentwicklung und Umwelt erklärte in Übereinstimmung mit dem damaligen Chef der ReGe am 17. Januar 2008, dass nicht zu erwarten sei, dass die Studie eine Machbarkeit nach dem Maut-Modell feststellen würde.

### Aufgabe der Pläne zugunsten der A 26
Der Hamburger Senat teilte am 23. Februar 2010 in einer Senatsdrucksache mit, dass er den Antrag auf eine neue Linienbestimmung durch den dafür zuständigen Bund gestellt hatte. Die zuständige Senatorin Anja Hajduk (GAL) stellte am 5. März 2009 die Ergebnisse eines Gutachtens der Deutsche Einheit Fernstraßenplanungs- und Baugesellschaft mbH (DEGES) vor und erklärte diese zur Grundlage der Position ihrer Behörde. Danach soll die A 26 als so genannte Hafenpassage über ein Autobahnkreuz Moorburg (A 7/A 26), über eine Hochbrücke über die Süderelbe zur Insel Kattwyk und weiter durch Wilhelmsburg bis zur A 1 in Hamburg-Kirchdorf verlängert werden. Sie soll die Wilhelmsburger Reichsstraße kreuzen, allerdings ohne eine Abfahrtmöglichkeit von der Hafenquerspange auf die Wilhelmsburger Reichsstraße nach Norden. Gegen das Vorhaben gibt es aus stadtentwicklungspolitischen Gründen erheblichen Protest in der Bevölkerung.
Am 23. Februar 2010 beschloss der Hamburger Senat, die neue Linienbestimmung beim Bund zu beantragen.